# Лінійка

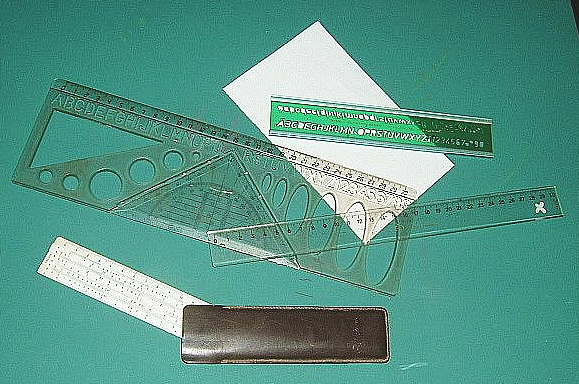
Різні типи лінійок.

Ліні́йка — найпростіший прилад для вимірювання довжини. Зазвичай лінійка має нанесені поділки, кратні тим одиницям вимірювання довжини (сантиметри, дюйми), які використовуються для вимірювання відстаней.
Лінійки зазвичай виготовляють з пластику або дерева, рідше з металів.
Найчастіше лінійку використовують для вимірювання та побудови прямих ліній при викладанні в школі та для побудови технічних креслень. У геометрії та картографії лінійка використовується тільки для проведення прямих ліній, вимірювання відстані по лінійці вважається грубим (для точнішого вимірювання відстань вимірюють вимірювальним циркулем, який потім прикладають до лінійки).